# 에벌린 키스
에벌린 키스(Evelyn Keyes, 1916년 11월 20일 ~ 2008년 7월 4일)는 미국의 배우이다.

## 출연 작품
- 존 휴스턴 (1989)
- 사악한 입맞춤 (1989)
- 사령 전설 (1987)
- 80일간의 세계일주 (1956)
- 7년만의 외출 (1955)
- 더 프라울러 (1951)
- 아이언 맨 (1951)
- 조니 어클락 (1947)
- 스릴 오브 브라질 (1946)
- 졸슨 스토리 (1946)
- 천일야화(영어판) (1945)
- 더 페이스 비하인드 더 마스크 (1941)
- 천국의 사도 조단 (1941)
- 파리 허니문 (1939)
- 바람과 함께 사라지다 (1939)